# I-mode
i-mode — це технологія для адаптації інтернет-контенту і послуг для мобільних телефонів. Таким чином, i-mode є розвитком панівної технології WAP. Була змінена мова розробки, тепер використовується так званий compact html (CHTML — урізана версія HTML) у поєднанні з закритими протоколами ALP і TLP. Також змінилась концепція надання послуг: на i-mode порталах користувачам доступна електронна пошта, а за користування порталами введена абонентська плата.
i-mode розроблена і повністю належить японському стільниковому оператору NTT DoCoMo. Сервіс введено в експлуатацію в Японії 22 лютого 1999 року, і з того часу потрохи поширюється в стільникових мережах 2.5 покоління.
Для підписки на послугу i-mode потрібен стільниковий телефон з підтримкою цієї технології.